# Nesle-et-Massoult
Nesle-et-Massoult település Franciaországban, Côte-d’Or megyében. Lakosainak száma 79 fő (2022. január 1.). Nesle-et-Massoult Balot, Savoisy, Puits, Ampilly-le-Sec, Coulmier-le-Sec, Fontaines-les-Sèches és Laignes községekkel határos.

## Népesség
A település népességének változása:
| Lakosok száma | 122  | 80   | 92   | 89   | 78   | 76   | 75   | 76   | 77   | 79   |
|               | 1968 | 1982 | 1990 | 2006 | 2013 | 2015 | 2017 | 2019 | 2020 | 2022 |